# مینستریم آوتلاز
| بررسی انتقادی           | بررسی انتقادی |
| منبع                    | رتبه‌بندی      |
| ----------------------- | ------------- |
| Hip Hop Linguistics     | [ ۱ ]         |
| Underground hip hop.com | [ ۲ ]         |
| RapReviews.com          | 8.5/10        |

مینستریم آوتلوز (به انگلیسی: Mainstream Outlawz) چهارمین آلبوم استودیویی گروه هیپ هاپ ایکس کلن است. این آلبوم شامل ۱۴ آهنگ است و شامل هنرمندان مانند Bun B و Supernatural است. 